# Burbach (Breidenbach)
Pour les articles homonymes, voir Burbach.
Le Burbach est un ruisseau qui coule dans la commune de Breidenbach en Moselle. C'est un affluent du ruisseau éponyme et donc un sous-affluent du Rhin.

## Hydronymie
Il est possible que le nom Bur soit une déformation de l'allemand Brunn voulant dire « source ». Bach voulant dire « ruisseau », le Burbach serait donc le « ruisseau qui sort d'une fontaine ».

## Géographie
Le ruisseau prend source au sud-ouest de la commune de Breidenbach et de son écart d'Olsberg, à une cinquantaine de mètres de la frontière communale avec Volmunster. Il longe la vallée en direction du nord-est et du village-centre. Il passe au pied d'Olsberg puis entre dans le village de Breidenbach, où il récupère les eaux du Boescherbach. Il se jette dans le Breidenbach 300 m plus loin, en plein cœur du village,,.

## Affluents
- Boescherbach[1],[3],[4],[5]